# Moshe Arbel
Moshe Arbel (in ebraico מֹשֶׁה אַרְבֵּל‎?; Petah Tiqwa, 26 dicembre 1983) è un rabbino e politico israeliano.

## Biografia
È nato a Petah Tiqwa il 26 dicembre 1983 come quarto di sette figli di Ilana e Rahim Arbel, i cui genitori erano emigrati dalla Libia; il padre Rahim ha prestato servizio nel consiglio religioso di Petah Tiqkwa ed è stato un esponente di spicco del partito Shas. Ha seguito gli studi in campo religioso, identificandosi in un ebreo charedì e dopo esser stato ordinato rabbino ha prestato servizio militare nelle Forze di difesa israeliane nel Comando del fronte interno in un'unità responsabile per l'identificazione dei cadaveri.
Si è laureato e ha conseguito un master in giurisprudenza presso il Collegio accademico Ono proseguendo il servizio militare di riserva nell'IDF come pubblico ministero militare.
Dopo le elezioni parlamentari del 2013 è divenuto consulente legale per Shas e ha lavorato come consulente per il parlamentare Yoav Ben-Tzur oltre che come capo dello staff per Aryeh Deri.
Alle elezioni parlamentari dell'aprile 2019 è stato piazzato al settimo posto sulla lista del partito Shas, venendo eletto alla Knesset e mantenendo il suo seggio anche in seguito alle elezioni di settembre 2019, 2020, 2021 e 2022. Il 19 aprile 2023, in seguito alla sentenza della Corte suprema che ha sancito l'incompatibilità di Deri con la carica di ministro, Arbel è stato nominato Ministro dell'interno e Ministro della salute nel sesto governo Netanyahu, lasciando pochi mesi dopo il dicastero della salute ad Uriel Buso.